# Оптичний фонон

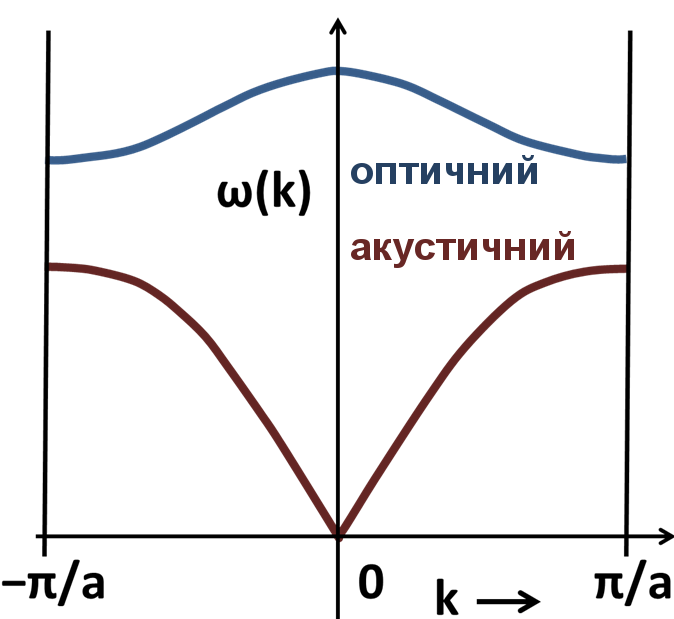
Закон дисперсії лінійного двоатомного ланцюжка, на якому видно гілки як акустичних, так і оптичних фононів

Оптичний фонон — фонон із ненульовим значенням частоти в центрі зони Брілюена. 
Оптичні фонони виникають лише в кристалах, які мають два або більше атомів в елементарній комірці. За своєю природою оптичні фонони є відносними коливаннями атомів елементарної комірки, один щодо іншого, які, проте, розповсюджуються від комірки до комірки. 
На противагу оптичним фононам, при розповсюдженні акустичних фононів елементарна комірка коливається, як єдине ціле.
Відносні коливання атомів в елементарній комірці дуже часто мають значний дипольний момент, що сильно взаємодіє з полем електромагнітної хвилі. Завдяки цьому оптичні фонони збуджуються світлом (в інфрачервоному діапазоні), утворюючи характерні для кристалів смуги поглинання. Саме тому цей тип фононів отримав назву оптичних. 